# Liste der Biografien/Iz
Liste der Biografien |
Portal Biografien |
Personensuche
# |
A |
B |
C |
D |
E |
F |
G |
H |
I |
J |
K |
L |
M |
N |
O |
P |
Q |
R |
S |
T |
U |
V |
W |
X |
Y |
Z |
?
 
Ia |
Ib |
Ic |
Id |
Ie |
If |
Ig |
Ih |
Ii |
Ij |
Ik |
Il |
Im |
In |
Io |
Ip |
Iq |
Ir |
Is |
It |
Iu |
Iv |
Iw |
Ix |
Iy |
Iz
Die Liste der Biografien führt alle Personen auf, die in der deutschsprachigen Wikipedia einen Artikel haben. Dieses ist eine Teilliste mit 139 Einträgen von Personen, deren Namen mit den Buchstaben „Iz“ beginnt.

## Iz
- Iz the Wiz (1958–2009), US-amerikanischer Graffiti-Künstler

### Iza
- Iza (* 1990), brasilianische Sängerin, Songwriterin und Tänzerin
- Iza, Ana María (1941–2016), ecujadorianische Lyrikerin und Rundfunkjournalistin
- Iza, Leonidas (* 1982), ecuadorianischer Aktivist
- Izaaks, Dap († 2005), namibischer Politiker und traditioneller Führer der Rehoboth Baster
- Izac, Edouard (1891–1990), US-amerikanischer Politiker
- Izacard, Claire (* 1964), französische Wasserspringerin
- Izady, Mehrdad (* 1963), belgisch-kurdischer Schriftsteller und Kartograf
- Izadyar, Parinaz (* 1985), iranische Schauspielerin
- Izagirre, Gorka (* 1987), spanischer Radrennfahrer
- Izagirre, Ion (* 1989), spanischer RadrennfahrerIon Izagirre (* 1989)

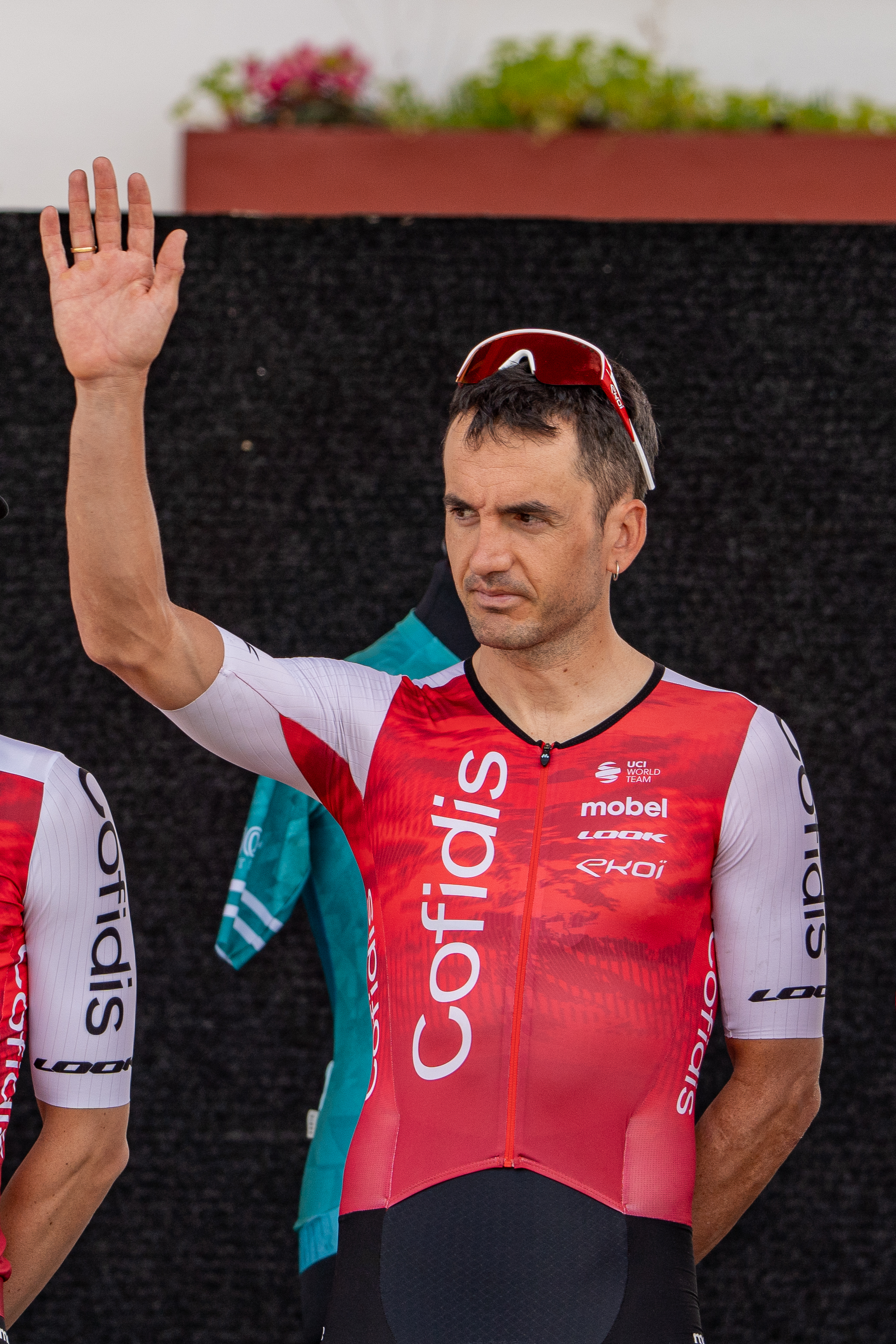
Ion Izagirre (* 1989)

- Izaguirre Rafael, Jorge Enrique (* 1968), peruanischer römisch-katholischer Ordensgeistlicher, Bischof von Chosica
- Izaguirre, Baltazar (* 1928), mexikanischer Fußballspieler
- Izaguirre, Boris (* 1965), venezolanisch-spanischer Autor und Showmaster
- Izaguirre, Emilio (* 1986), honduranischer Fußballspieler
- Izaguirre, Gerson (* 1995), venezolanischer Leichtathlet
- Izaguirre, Leandro (1867–1941), mexikanischer Maler
- Izaguirre, Primavera (* 1930), uruguayische Botanikerin
- Izák, Jaroslav (* 1955), slowakischer Politiker
- Izaks, Aija (* 1969), lettisch-US-amerikanische Geigerin und Model
- Izambard, Sébastien (* 1973), französischer Sänger (Tenor), Produzent, Komponist und SongwriterSébastien Izambard (* 1973)

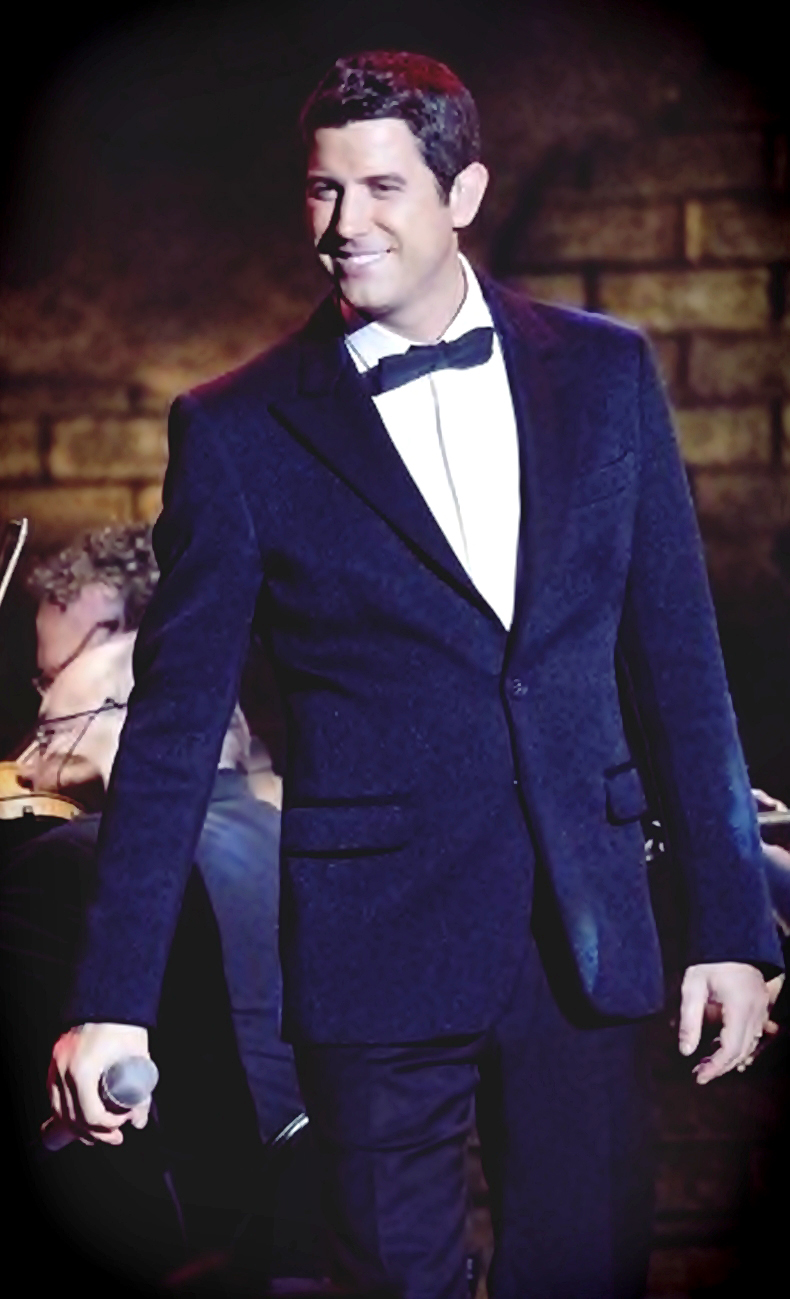
Sébastien Izambard (* 1973)

- Izard, George (1776–1828), US-amerikanischer Politiker
- Izard, Georges (1903–1973), französischer Rechtsanwalt, Politiker und Mitglied der Académie française
- Izard, Mark Whitaker (1799–1866), US-amerikanischer Politiker
- Izard, Ralph († 1804), US-amerikanischer Politiker
- Izarra, Adina (* 1959), venezolanische Komponistin
- Izarra, Andrés (* 1969), venezolanischer Politiker
- Izates I., König von Adiabene
- Izatt, David (1892–1916), schottischer Fußballspieler
- Izaurralde, Elisa (1959–2018), uruguayische Biochemikerin
- Izawa, Atsushi (* 1989), japanischer Fußballspieler
- Izawa, Haruki (* 1999), japanischer Fußballspieler
- Izawa, Shūji (1851–1917), japanischer Pädagoge
- Izawa, Takushi (* 1994), japanischer Quiz-König und YouTuber
- Izawa, Takuya (* 1984), japanischer Automobilrennfahrer
- Izazola, David (* 1991), mexikanischer Fußballspieler

### Izb
- Izbașa, Sandra (* 1990), rumänische Turnerin
- Izbicki, Jakob (* 1956), Chirurg und Hochschullehrer

### Izc
- İzcican, Sami (* 1983), türkischer Fußballspieler
- Izco, Mariano (* 1983), argentinischer Fußballspieler

### Izd
- Izdebska, Aleksandra (* 1976), österreichische Unternehmerin und Managerin
- Izdebski, Damian (* 1976), österreichischer UnternehmerDamian Izdebski (* 1976)

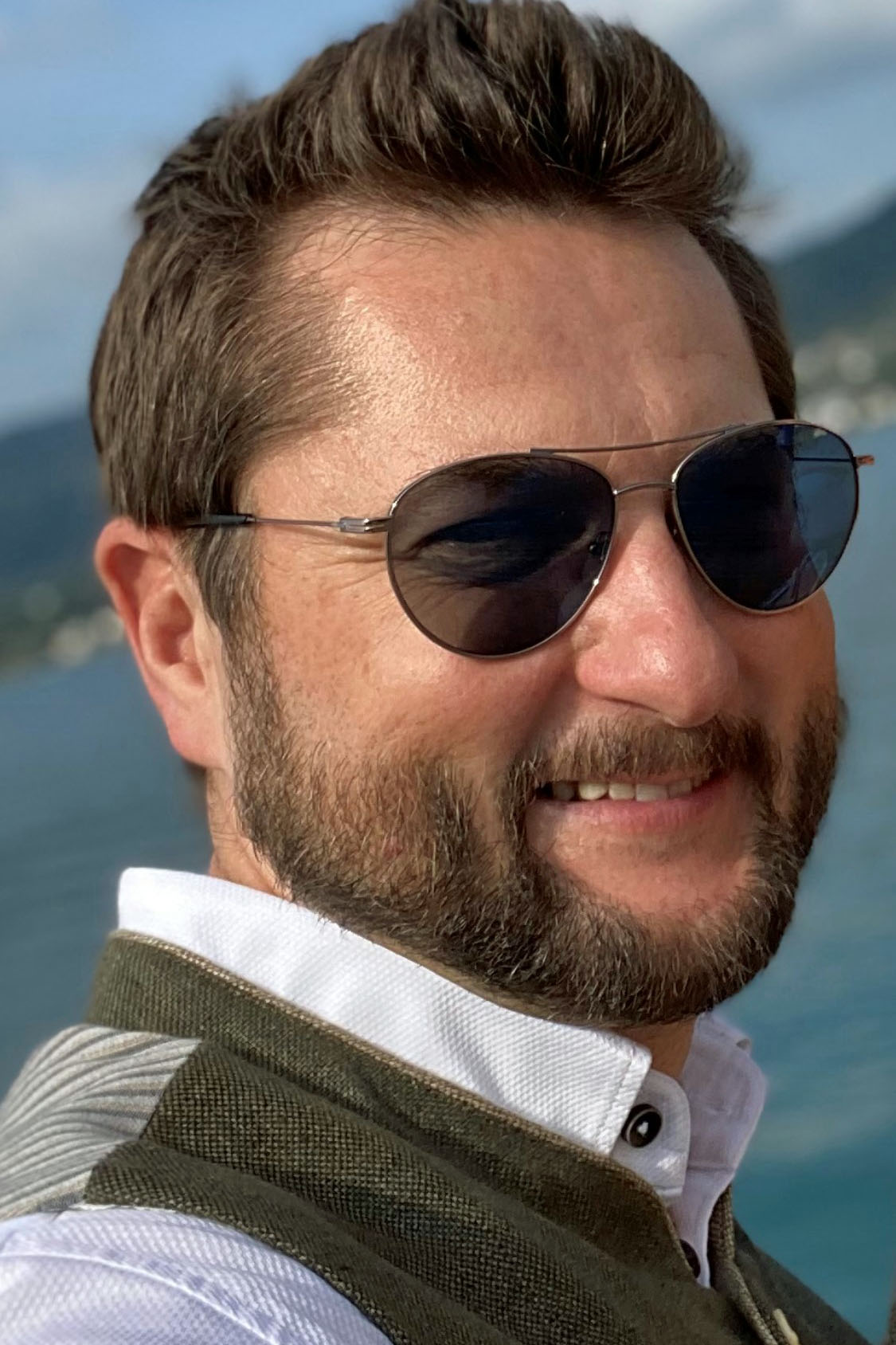
Damian Izdebski (* 1976)

- Izdebski, Marek (* 1958), polnischer reformierter Geistlicher und Bischof der Evangelisch-Reformierten Kirche in Polen

### Ize
- Ize, Kenneth (* 1990), nigerianisch-österreichischer Designer
- Izecksohn, Eugênio (1932–2013), brasilianischer Herpetologe
- Izekor, Ken (* 2007), deutscher Fußballspieler
- Izem, Hafida (* 1979), marokkanische Marathonläuferin
- Izen, Michael (* 1967), US-amerikanischer römisch-katholischer Geistlicher, Weihbischof in Saint Paul and Minneapolis
- Izenour, Frank M. (1913–1999), US-amerikanischer Offizier, Generalmajor der US Army
- Izenzon, David (1932–1979), US-amerikanischer Jazz-Bassist
- Izetbegović, Alija (1925–2003), bosnischer Politiker und islamischer AktivistAlija Izetbegović (1925–2003)

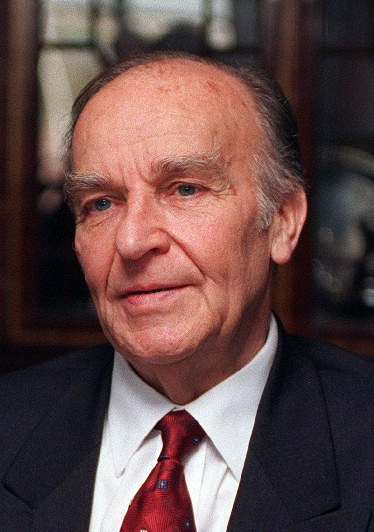
Alija Izetbegović (1925–2003)

- Izetbegović, Bakir (* 1956), bosnischer Politiker
- Iżewska, Teresa (1933–1982), polnische Schauspielerin

### Izg
- İzgi, Mete (* 1963), deutsch-türkischer Schriftsteller und Theaterautor
- İzgi, Ömer (* 1940), türkischer Politiker

### Izi
- Izi (* 1995), italienischer Rapper
- Izibor, Laura (* 1987), irische Soul-Sängerin und Songwriterin
- Izidoro, Letícia (* 1994), brasilianische Fußballspielerin
- Izier, Maurice (* 1944), französischer Radrennfahrer
- Izis (1911–1980), litauisch-französischer Fotograf

### Izk
- Izkow, Dmitri (* 1980), russischer Milliardär, Geschäftsmann und Unternehmer

### Izl
- Izlar, James F. (1832–1912), US-amerikanischer Politiker

### Izm
- Izmaylova, Galiya (1923–2010), usbekisch-sowjetische Balletttänzerin, Tänzerin, Choreografin und Lehrerin
- Izméry, Antoine († 1993), haitianischer Geschäftsmann und Aktivist
- Izmirlioglu, Serkan (* 1998), schweizerisch-türkischer Fußballspieler

### Izo
- Izoard, Jacques (1936–2008), belgischer Dichter französischer Sprache
- Izon, David (* 1968), nigerianischer Schwergewichtsboxer
- Izoria, Nikoloz (* 1985), georgischer Boxer

### Izq
- Izquierdo Martínez, José (* 1980), spanischer Fußballspieler
- Izquierdo, Alejandro (1955–2023), mexikanischer Fußballspieler
- Izquierdo, Andreas (* 1968), deutscher Kriminal- und DrehbuchautorAndreas Izquierdo (* 1968)

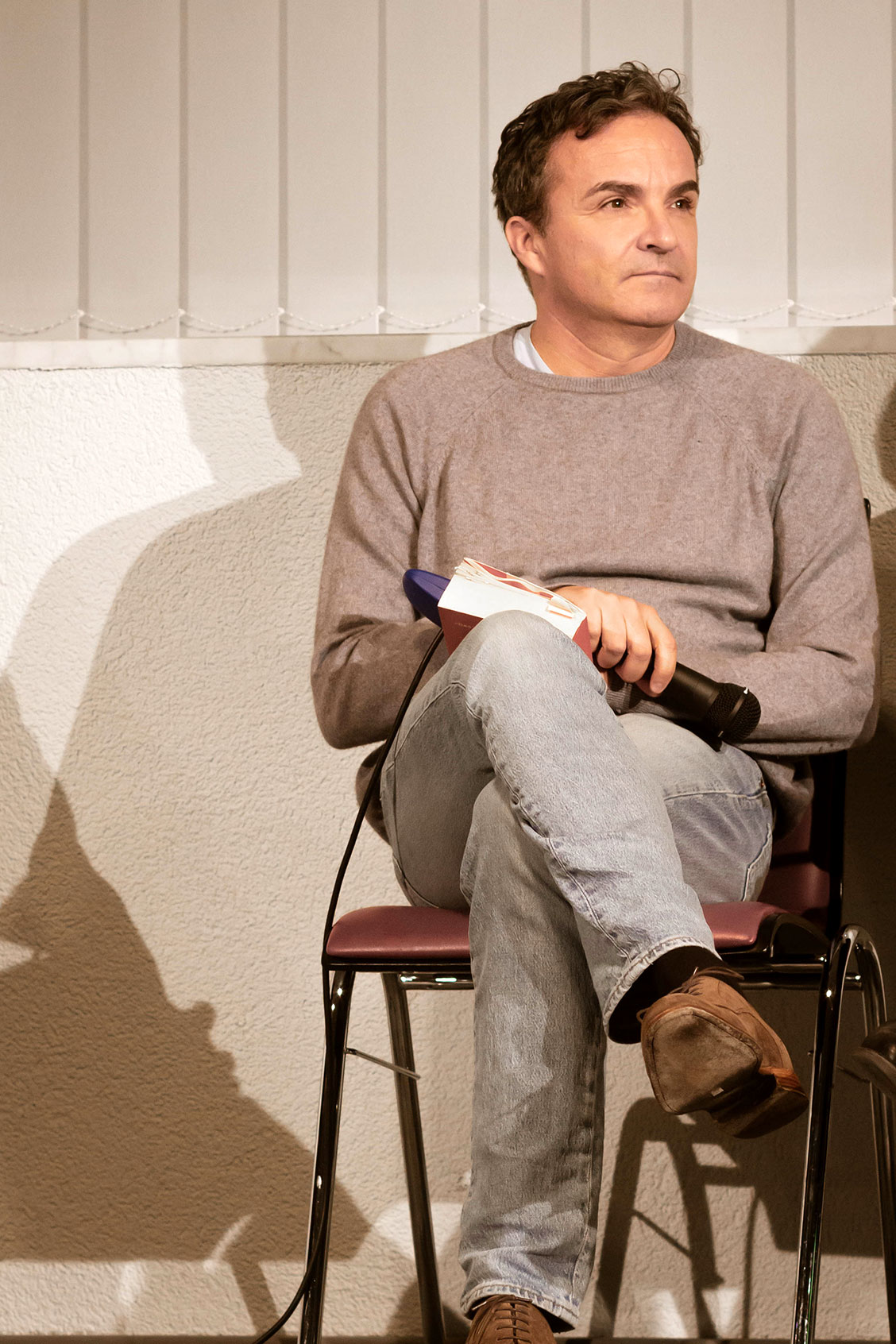
Andreas Izquierdo (* 1968)

- Izquierdo, Clément (* 2002), französischer Radrennfahrer
- Izquierdo, José (* 1992), kolumbianischer Fußballspieler
- Izquierdo, Juan (1997–2024), uruguayischer Fußballspieler
- Izquierdo, Lilia (* 1967), kubanische Volleyballnationalspielerin
- Izquierdo, Lisa (* 1994), deutsche Volleyball-Nationalspielerin
- Izquierdo, Manuel (1925–2009), US-amerikanischer Bildhauer und Holzschnitt-Künstler
- Izquierdo, María (1902–1955), mexikanische Malerin
- Izquierdo, Ricardo (* 1978), kubanischer Jazzmusiker (Saxophone)
- Izquierdo, Rodrigo (* 1992), uruguayischer Fußballspieler
- Izquierdo, Sebastián (1601–1681), spanischer Jesuit, Theologe und Philosoph

### Izr
- Izraelewicz, Érik (1954–2012), französischer Journalist
- Izre'el, Shlomo (* 1949), israelischer Semitist

### Izs
- Izsák, Andor (* 1944), ungarischer Musiker
- Izsó, Emil (* 1913), ungarischer Fußballspieler und -trainer
- Izsó, Nikolaus (1831–1875), ungarischer Bildhauer

### Izt
- Iztueta Mendizábal, José Santos (1929–2007), spanischer Ordenspriester, römisch-katholischer Prälat von Moyobamba in Peru

### Izu
- Izu, Mark (1954–2025), US-amerikanischer Jazzmusiker und Komponist
- Izuagha, Emmanuel (* 1980), nigerianischer Fußballspieler
- Izuako, Nkemdilim (* 1953), nigerianische Richterin
- Izuchukwu, Lawrence (* 2006), nigerianischer Fußballspieler
- Izuma, Shido (* 2005), japanischer Fußballspieler
- Izumi Shikibu, japanische Dichterin der Heian-Zeit
- Izumi, Hiroshi (* 1982), japanischer Judoka
- Izumi, Kenta (* 1974), japanischer Politiker
- Izumi, Kyōka (1873–1939), japanischer Schriftsteller
- Izumi, Masanobu (* 1944), japanischer Fußballspieler und -trainer
- Izumi, Megumi (* 1983), japanische Biathletin
- Izumi, Miyuki (* 1975), japanische Fußballspielerin
- Izumi, Rika (* 1988), japanische Schauspielerin und Sängerin
- Izumi, Ryūji (* 1993), japanischer Fußballspieler
- Izumi, Seiichi (1915–1970), japanischer Anthropologe
- Izumi, Shigechiyo († 1986), japanischer Arbeiter; angeblich ältester Mann (nicht nachweislich)
- Izumi, Shin’ya (* 1937), japanischer Politiker
- Izumi, Sōtarō (* 1992), japanischer Fußballspieler
- Izumi, Tōya (* 2000), japanischer Fußballspieler
- Izumida, Hirohiko (* 1962), japanischer Politiker
- Izumikawa, Shun’ei, japanischer Astronom
- Izumisawa, Jin (* 1991), japanischer Fußballspieler
- Izumiya, Shunsuke (* 2000), japanischer Hürdenläufer
- Izumiyama, Sanroku (1896–1981), japanischer Politiker
- Izumo no Okuni (1572–1610), Wahrscheinliche Erfinderin des Kabuki
- Izumori, Ryōta (* 1999), japanischer Fußballspieler
- Izushi, Minoru (* 1961), japanischer Verwaltungsrechtswissenschaftler
- Izutsu, Rikuya (* 1994), japanischer Fußballspieler
- Izutsu, Toshihiko (1914–1993), japanischer Islamwissenschaftler und Linguist
- Izuzquiza Herranz, José María (1925–2011), spanischer römisch-katholischer Bischof, Apostolischer Vikar von Jaén en Peru o San Francisco Javier

### Izy
- Izydorczyk, Jan (1900–1974), polnischer kommunistischer Widerstandskämpfer, politischer KZ-Häftling und Botschafter
- Izykowski, Alex (* 1984), US-amerikanischer Shorttrack-Läufer

### Izz
- Izz ad-Din Aibak († 1257), Sultan der Mamluken in Ägypten
- Izzard, Barclay (* 1998), britischer Triathlet
- Izzard, Eddie (* 1962), britischer Komiker und SchauspielerEddie Izzard (* 1962)

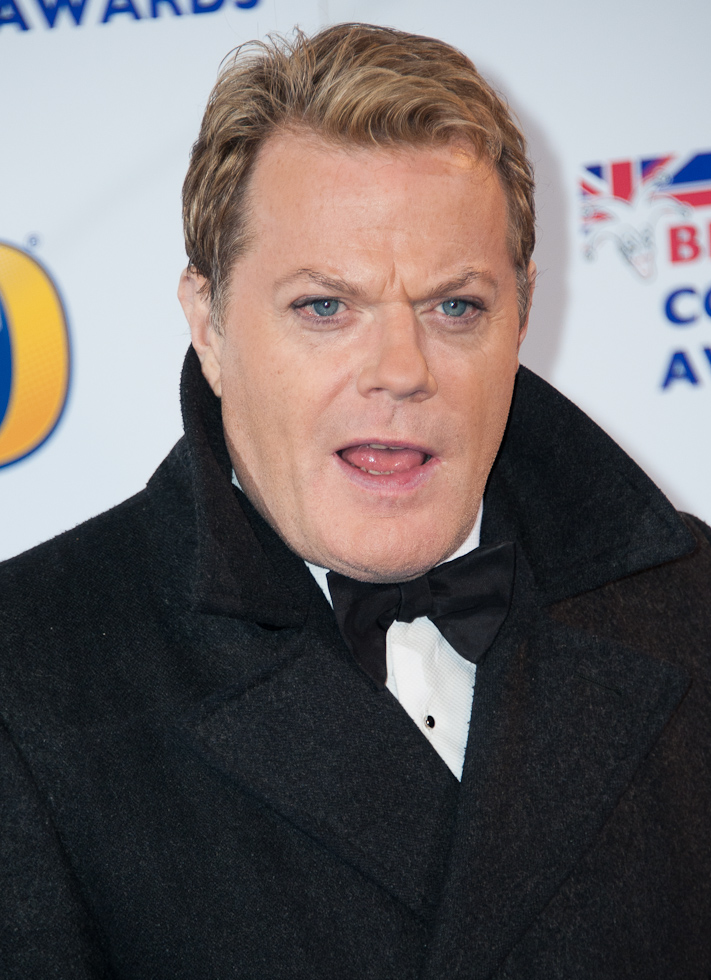
Eddie Izzard (* 1962)

- Izzard, Ralph (1910–1992), britischer Journalist
- Izzarelli, Francesco (1903–1993), italienischer Kameramann
- Izzet, Muzzy (* 1974), türkischer Fußballspieler
- Izzeta, Luis (* 1903), argentinischer Fußballspieler
- Izzo, Armando (* 1992), italienischer Fußballspieler
- Izzo, Biagio (* 1962), italienischer Schauspieler
- Izzo, Cornelia (* 1971), österreichische Politikerin (ÖVP), Landtagsabgeordnete in der Steiermark
- Izzo, Jean-Claude (1945–2000), französischer Schriftsteller und Journalist
- Izzo, Larry (* 1974), US-amerikanischer Footballspieler und Footballtrainer
- Izzo, Lorenza (* 1989), chilenische Schauspielerin und ModelLorenza Izzo (* 1989)

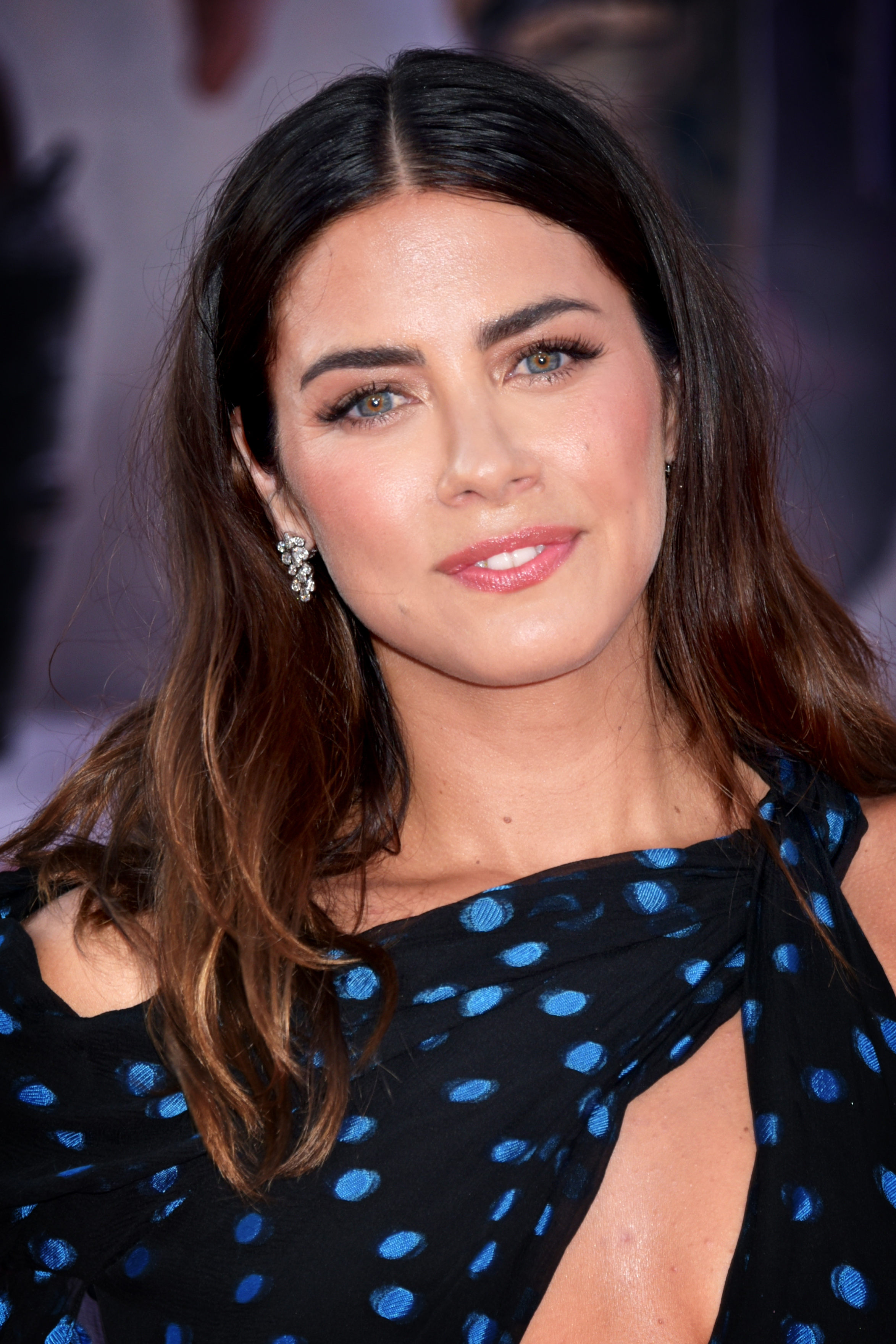
Lorenza Izzo (* 1989)

- Izzo, Paul (* 1995), australischer Fußballspieler
- Izzo, Renato (1929–2009), italienischer Synchronsprecher, Schauspieler und Drehbuchautor
- Izzo, Rossella (* 1953), italienische Fernsehregisseurin und Synchronsprecherin
- Izzo, Ryan (* 1995), US-amerikanischer American-Football-Spieler
- Izzo, Simona (* 1953), italienische Drehbuchautorin, Filmregisseurin und Schauspielerin
- Izzo, Tom (* 1955), US-amerikanischer Basketballtrainer
- Izzuddin, Nur (* 1997), malaysischer Badmintonspieler